# 穂積七郎
穂積 七郎（ほづみ しちろう、1904年9月30日 - 1995年12月10日）は、日本の政治家。日本社会党衆議院議員（7期）。
父は帝国議会議員を1期務めた鈴木麟三。兄は「アジア学生文化協会」などの設立者で社会教育家の穂積五一。義父は愛知県知事を1期務めた小畑忠良。新城市長の穂積亮次は子。

## 経歴
愛知県八名郡七郷村（現・新城市）出身。旧姓は鈴木。生まれる前の1904年6月27日に父を亡くした。
旧制愛知県豊橋中学校を経て、旧制第七高等学校造士館を1926年に卒業。同年東京帝国大学に入学。共に入学した兄の穂積五一は国家主義者らからなる「帝大七生社」に所属していたが、左翼の「新人会」とも交流し、両者の仲介も行った。
1930年に東京帝国大学経済科を卒業し、商工省工務局に入省。1933年、大企業擁護の政策を嫌って退官し、加藤完治の農民農場に入る。日本労働総同盟に入り、日本労働学校主事、「労働日本」主幹となる。戦時中は大日本産業報国会（総同盟と統合）参事、大日本言論報国会理事として活動した。近衛文麿の一派に加わり、軍部批判で特別高等警察に逮捕される。
戦後の1946年の第22回衆議院議員総選挙で愛知2区（大選挙区制）から無所属で立候補して初当選する。当選後は無所属倶楽部、新政会、国民党、国民協同党に所属した。衆議院議員として日本国憲法制定には反対票を投じた。翌年、言論報国会での活動のため、公職追放となる。
追放解除後の1952年の第25回衆議院議員総選挙において愛知5区から無所属で立候補したが落選。翌1953年の第26回衆議院議員総選挙で左派社会党から立候補して当選した。社会党では外交部会長、中央執行委員などを歴任し、松本治一郎派に属した。
1955年に訪ソ議員団の幹事として野溝勝らとともにシベリア抑留により帰国できない日本人が収容されているイワノボ収容所及びハバロフスク収容所を訪問している。なお、フルシチョフは議員団に対して平和条約締結との引き換えに抑留者を帰国させることを仄めかしてきたが、穂積は「客観的に見て、人質があるので、むこう（ソ連）は領土問題に強硬なのだという事実はどこにもない。不明確なのは日本が調印した降伏文書や、さらに決定的なのはサンフランシスコ講和条約だ」と自派にとって都合の悪いソ連の人質政策を看過した。
1954年6月に30日間の登院停止の処分を受けた。1968年4月、佐藤栄作首相に対し「売国奴である」と発言し30日間の登院停止の処分を受けた。
1969年の第32回衆議院議員総選挙で落選し、政界を引退。
新東京国際空港（現・成田国際空港）の一坪共有地の名義人の1人であった。
1995年12月10日、腎不全のため東京都文京区の病院で死去、91歳。

## 選挙の記録
| 執行日                     | 選挙   | 所属党派   | 当落 | 備考                            |
| -------------------------- | ------ | ---------- | ---- | ------------------------------- |
| 1946年（昭和21年）4月10日  | 第22回 | 無所属     | 当   | 旧愛知2区（大選挙区）から出馬。 |
| 1952年（昭和27年）10月1日  | 第25回 | 無所属     | 落   |                                 |
| 1953年（昭和28年）4月19日  | 第26回 | 左派社会党 | 当   |                                 |
| 1955年（昭和30年）2月27日  | 第27回 | 左派社会党 | 当   |                                 |
| 1958年（昭和33年）5月22日  | 第28回 | 日本社会党 | 当   | トップ当選。                    |
| 1960年（昭和35年）11月20日 | 第29回 | 日本社会党 | 当   | トップ当選。                    |
| 1963年（昭和38年）11月21日 | 第30回 | 日本社会党 | 当   | トップ当選。                    |
| 1967年（昭和42年）1月29日  | 第31回 | 日本社会党 | 当   |                                 |
| 1969年（昭和44年）12月27日 | 第32回 | 日本社会党 | 落   | 142票差で落選。                 |

## 息子・亮次との関係
新左翼運動にのめりこみ穂積が産業報国会に戦前籍を置いていたことを知った高校生だった亮次から、「戦前は戦争協力者だったんじゃないか。今は議員という特権階級に身を置いて反戦も口だけだろ」と罵られ、「あの時にできた精いっぱいのことをした」と悲しげな顔をしながら答えた。学生運動について「学生諸君の言っていることは理解できる」と語り、「好漢惜しむらくは兵法を知らず」が口癖だった穂積は、その後も過激な運動に走る息子を止めることはなかった。妻と死別した後は岡山大学北津寮襲撃事件での服役から帰ってきた亮次から介護を受けていた。